# Idiotsikker Records
Idiotsikker Records var et aarhusiansk pladeselskab grundlagt i 2006 med speciale i dansk rap/hiphop, primært på vinyl.
Det var det første danske selskab, der udgav musik gennem T-shirts,[kilde mangler] da de udgav Bumsestilens Ude af trit med flokken del 1 på hhv. vinyl og som to forskellige T-shirts, hvor der hang et downloadkort til selve musikken på.

## Vinyludgivelser
- 2007 Haven Morgan – Et lille eventyr LP (ISR001)
- 2007 Jøden – Monkeyjuice LP (ISR002)
- 2007 K-liir – Under den elektriske stjernehimmel (ISR002)
- 2009 Negash Ali – Asmarino LP (ISR004)
- 2009 Ham Den Lange – Carpe Diem My Ass LP (ISR005)
- 2010 Bumsestilen – Ude af trit med flokken del 1 (ISR006)
- 2011 Bumsestilen – Ude af trit med flokken del 2 (ISR007)
- 2013 Henrik Hass - Papvin Fra Kælden (ISR008)
- 2013 Supardejen - King Kong (ISR009)
- 2014 Henrik Hass - Papvin Fra Kælderen (ISR010)
- 2015 Manus Nigra - Blind Vej (ISR011)
- 2015 Swab - Panorama Playground (ISR012)
- 2015 Supardejen - Retrorik (ISR013)
- 2015 Liud - Langt Ude (ISR014)
- 2015 Kejser A - Færdig (ISR015)
- 2018 Force Majeure (ISR022)

## CD-udgivelser
- 2007 D-On – Prostitueret (ISRCD001)
- 2008 K-liir – Under den elektriske stjernehimmel (ISRCD002)
- 2011 Tyde T – I skal allesammen få kærligheden at føle (ISRCD003)
- 2011 Henrik Hass – Nøgen med sokker på (ISRCD004)
- 2011 Bumsestilen – Ude af trit med flokken (CD-version) (ISRCD005)
- 2013 Gråzone - Gråzone (ISRCD006)

## Digitale udgivelser
- 2008 Diverse/ActionSpeax – Sscchh
- 2009 Mejeriet – Frisk Fra
- 2010 Peacefull James – Keepin' It Real
- 2010 Bumsestilen – Mens vi venter...
- 2012 Skurken - Renæssancen
- 2013 Contra Auguste - Contra Auguste EP
- 2013 Sphaeren - Stumper & Stykker
- 2014 Genganger - Blockbuster
- 2014 Genganger - Blockbuster Remix-version
- 2015 Liud - Langt Ude

## Tilknyttede kunstnere
- Manus Nigra
- Kejser A
- Supardejen
- Bumsestilen
- Swab
- Henrik Hass
- Liud
- Blodsport
- Architech
- Nyboe
- K-liir